# Conte Peel
Conte Peel è un titolo nobiliare inglese nella Parìa del Regno Unito.

## Storia

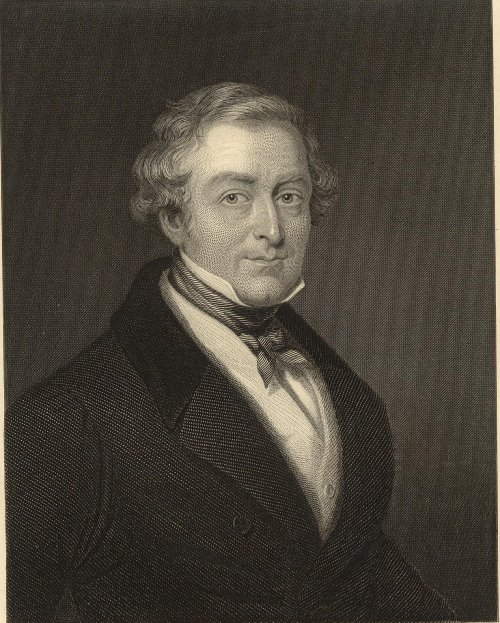
Sir Robert Peel, II baronetto.

Il titolo venne creato nel 1929 per il politico conservatore William Wellesley Peel, II visconte Peel, Cancelliere del Ducato di Lancaster dal 1921 al 1922, Segretario di Stato per l'India dal 1921 al 1922 e dal 1928 al 1929 nonché First Commissioner of Works dal 1924 al 1928. Venne creato Visconte Clanfield, di Clanfield nella contea di Southampton, nel contempo, sempre nella Parìa del Regno Unito. Questi era figlio di Arthur Wellesley Peel, che prestò servizio come speaker della camera dei comuni dal 1884 al 1895. Durante quest'ultimo anno venne creato Visconte Peel, di Sandy nella contea di Bedford, nella parìa del Regno Unito. Peel era figlio quintogenito del primo ministro Sir Robert Peel, II baronetto, di Drayton Manor. Il I conte venne succeduto da suo figlio, il II conte. Nel 1942 venne succeduto dal cugino di secondo grado come VII baronetto, di Drayton Manor. Lord Peel prestò servizio successivamente come Lord Luogotenente del Lancashire dal 1948 al 2 gennaio 1951. Attualmente i titoli sono detenuti dal figlio di questi, il III conte, venne succeduto nel 1969. Lord Peel è stato Lord Warden of the Stannaries dal 1994 al 2006 ed è Lord Ciambellano dal 2006.
La famiglia Peel discende da Robert Peel, che stabilì una industria tessile a Blackburn nel 1764. Suo figlio primogenito Robert Peel fu un ricco mercante di cotone e parlamentare per la costituente di Tamworth dal 1790 al 1818. Nel 1800 venne creato Baronetto, di Drayton Manor nella contea di Stafford e di Bury nella contea palatina di Lancaster, nel Baronettaggio di Gran Bretagna. Venne succeduto da suo figlio primogenito Sir Robert Peel, II baronetto, noto statista. Questi fu Home Secretary dal 1822 al 1827 e dal 1828 al 1830, Cancelliere dello Scacchiere dal 1834 al 1835 nonché primo ministro dal 1834 al 1835 e dal 1841 al 1846, divenendo noto soprattutto per aver creato il concetto moderno di forze di polizia sull'esempio di quelle londinesi, dapprima note col nomignolo di Peelers ed attualmente con quello di Bobbies in suo onore. Fu anche membro del partito conservatore e contribuì a crearlo dal partito Tory. Peel morì per una caduta da cavallo a Constitution Hill a Londra.
Venne succeduto da suo figlio, il III baronetto. Anche questi fu politico e prestò servizio come Lord dell'Ammiragliato dal 1852 al 1857 e come Capo Segretario d'Irlanda dal 1861 al 1865. Suo nipote, il V baronetto, sposò l'attrice e commediante Beatrice Gladys Lillie. Il loro figlio unicogenito, il VI baronetto, fu un marinaio della Royal Navy e rimase ucciso nell'aprile del 1942 in combattimento, all'età di soli 21 anni. Alla sua morte la linea del primogenito del II baronetto si estinse e venne succeduto da suo cugino di secondo grado, il VII baronetto.

## Visconte Peel (1895)
- Arthur Wellesley Peel, I visconte Peel (1829–1912)
- William Robert Wellesley Peel, II visconte Peel (1867–1937) (creato Conte Peel nel 1929)

## Conti Peel (1929)
- William Robert Wellesley Peel, I conte Peel (1867–1937)
- Arthur William Ashton Peel, II conte Peel (1901–1969)
- William James Robert Peel, III conte Peel (n. 1947)

L'erede apparente è il figlio dell'attuale detentore del titolo, Ashton Robert Gerard Peel, visconte Clanfield (n. 1976)

## Baronetti Peel, di Drayton Manor e Bury (1800)
- Sir Robert Peel, I baronetto (1750–1830)
- Sir Robert Peel, II baronetto (1788–1850)
- Sir Robert Peel, III baronetto (1822–1895)
- Sir Robert Peel, IV baronetto (1867–1925)
- Sir Robert Peel, V baronetto (1898–1934)
- Sir Robert Peel, VI baronetto (1920–1942)

vedi sopra per i successori